# Antarcturus caecus
Antarcturus caecus är en kräftdjursart som först beskrevs av Oleg Grigor'evich Kussakin och Galina S. Vasina 1995.  Antarcturus caecus ingår i släktet Antarcturus och familjen Antarcturidae. Inga underarter finns listade i Catalogue of Life.